# Brüder Engel
Koordinaten: 48° 15′ 52,6″ N, 16° 24′ 44,9″ O

K.u.k. Hof-Parquetten-Fabrik und Tischlerei Brüder Engel in Wien (vor 1900)

Die Brüder Engel war eine k.u.k. Hofparquetten-Fabrik und Tischlerei in Wien.

## Geschichte
Stefan Barawitzka erlernte das Tischlerhandwerk in Wien. 1838 gründete er seine eigene Firma und konnte wesentliche Verbesserungen in der Herstellung von Parkett einführen. Seine Arbeiten erwarben ihm bald einen großen Ruf, sodass er seine Fabrikate nach den meisten Ländern Europas, nach Ägypten usw. exportiert wurden. Für das Schloss am Hradschin, in den Palais der Erzherzöge Albrecht und Rainer in Wien, in vielen Privatpalais und auf Schlössern legte Barawitzka Parkette, die auch nach 50 Jahren in guten Zustand waren.
1870 verkaufte er sein Etablissement, das damals an der Nußdorfer Straße 126 in Heiligenstadt lag, an eine Kommanditgesellschaft. Diese richtete den maschinellen Betrieb ein und vergrößerte durch mehrere Anbauten die alte Fabrik. 1873 wurde im Kaiserpavillon der Weltausstellung von der damaligen Kommanditgesellschaft die Parkettierung durchgeführt, wofür der Fabrik die Verdienstmedaille, und dem Leiter das Goldene Verdienstkreuz mit der Krone verliehen wurde.
Dieses Etablissement ging im Jahre 1884 in den Besitz des k.k. Kommerzialrates Alexander Engel de Jánosi (8. August 1852 in Pécs – 27. Mai 1940 ebenda), einem Sohn von Adolph Engel de Jánosi über, welcher wesentliche Umstrukturierungen vornahm und 1885 die Fabrik durch den Zubau einer maschinell eingerichteten Tischlerei vergrößerte.
Im selben Jahr zeichnete Erzherzog Karl Ludwig das Unternehmen durch seinen Besuch aus, besichtigte es durch 1,5 Stunden in allen Teilen und sprach sich sehr lobend über die Einrichtung sowie über die Erzeugnisse der Fabrik aus.
Das Unternehmen war erfolgreich und hatte zur Jahrhundertwende 1900 mehrere größere Arbeiten ausgeführt. Darunter war die Parkettierung des Lustschlosses Hermesvilla der Kaiserin Elisabeth in 1885, Parkettierung der kaiserlichen Residenz Achilleion auf Korfu in 1890–1891, Schloss Mayerling von Kronprinz Rudolf (1887), Schloss Schladming vom Herzog von Coburg (1885), größere Parkettierungsarbeiten bei der Adaptierung der Palais des Erzherzogs Rainer in Wien und Gmünd (1894), Parkettierung und Tischlerarbeiten im Schloss des Prinzen Arnulf von Bayern (1894–1896) sowie großer Festsaal und Nebensäle im Wiener Rathaus (1888).
Außerdem wurde eine große Anzahl von herrschaftlichen Palais in Wien und in der Provinz teils gänzlich, teils bei Adaptierungsarbeiten durch die Eigentümer parkettiert. Dazu zählten die Palais vom Fürsten Montenuovo, Fürst Schwarzenberg, Fürst Collalto, Graf Trauttmansdorff, Graf Cziráky, Graf Károlyi, Graf Ceskonics, Graf Franz Esterházy, Moriz Esterházy, Markgraf Pallavicini, Graf Khevenhüller und vieler andere hohen Herrschaften. Wiederholt wurden auch nach Spanien, Indien, Buenos Aires und Amerika Arbeiten geliefert.
Die Eigentümer errichteten eine neue Anlage in Floridsdorf in unmittelbarer Nähe des Bahnhofs, diese war mit der Kaiser Ferdinands-Nordbahn verbunden. Hier wurde ein Terrain von über 25.000 m² in einem Plateau erworben und darauf eine allen Anforderungen der damaligen Zeit entsprechende Fabrik erbaut. Das Hauptgebäude war 1.250 m² groß, darin befanden sich ein Saal von 500 m², ein zweiter Saal von circa 200 m². Es bestand aus einem Souterrain, Parterre und 1. Stock und war mit vorzüglichen, neuen Holzbearbeitungsmaschinen zum Teil aus Amerika, zum Teil aus Österreich und Deutschland ausgestattet.
Außer dem Haupttrakt waren noch diverse Nebengebäude circa 1.100 m² vorhanden. Ein Teil des Bahngleises (500 m²) war überdeckt, damit die Arbeiter bei ungünstigem Wetter geschützt ein- und ausladen konnten.
Entstaubungsanlage, Dampfheizung, elektrische Beheizung und sonstige Neuerungen waren ebenfalls vorhanden. Vor 1900 wurde der Firma die Auszeichnung zuteil, einen Flügel des Neuen Burg in Wien zu parkettieren, sowie die Täfelung der Zeremoniensäle durchführen zu dürfen. Die Firma setzte ihr ganzes Können ein, um auch dieser Aufgabe zur Zufriedenheit des Kaisers nachzukommen.
Der Alleininhaber der Firma, Alexander Engel de Jánosi, war Ritter des Franz-Josef-Ordens und Besitzer der k.u.k. Militär-Jubiläumsmedaille, sowie sechs hoher ausländischer Orden, die er teils als Kommissionsmitglied und Juror auf Weltausstellungen im Ausland, teils für seine fachwissenschaftlichen Arbeiten (Medaille für Kunst und Wissenschaft) auf dem Gebiete der Holzindustrie und des Holzhandels erhielt. Er war seit 1889 Mitglied der k.k. Permanenzkommission für die Handelswerte und führte als solcher den Titel eines k.k. Kommerzialrates.